# Belgische kampioenschappen atletiek 1913
In 1913 vonden de Belgische kampioenschappen atletiek Alle Categorieën plaats op 29 juni in Gent. Er werden alleen kampioenschappen voor mannen georganiseerd. Het speerwerpen stond voor het eerst op het programma.

## Uitslagen

### 100 m
| rang   | atleet        | prestatie |
| ------ | ------------- | --------- |
| Goud   | Freddy        | 11,2 s    |
| Zilver | Marcel Gustin |           |
| Brons  | Jean Ectors   |           |

### 400 m
| rang   | atleet           | prestatie |
| ------ | ---------------- | --------- |
| Goud   | Victor Jacquemin | 54,4 s    |
| Zilver | A. Roeykens      |           |
| Brons  | Georges Busch    |           |

### 800 m
| rang   | atleet           | prestatie |
| ------ | ---------------- | --------- |
| Goud   | Jean Delarge     | 2.09,0    |
| Zilver | François Delloye | 2.10,6    |
| Brons  | Van Dyck         |           |

### 1500 m
| rang   | atleet           | prestatie |
| ------ | ---------------- | --------- |
| Goud   | François Delloye | 4.18,4    |
| Zilver | Fritz Delarge    |           |
| Brons  | Fritz            |           |

### 5000 m
| rang   | atleet           | prestatie |
| ------ | ---------------- | --------- |
| Goud   | François Delloye | 16.32,4   |
| Zilver | Delfosse         |           |
| Brons  | Isidore Vignol   |           |

### 10.000 m[1]
| rang   | atleet            | prestatie |
| ------ | ----------------- | --------- |
| Goud   | Henri Godding     | 34.45,4   |
| Zilver | Isidore Vignol    | 34.54,2   |
| Brons  | Antoine Porrekens | 37.04,6   |

### 110 m horden
| rang   | atleet         | prestatie |
| ------ | -------------- | --------- |
| Goud   | Marcel Brossel | 16,2 s    |
| Zilver | Rigouts        |           |
| Brons  | -              |           |

### 400 m horden
| rang   | atleet           | prestatie |
| ------ | ---------------- | --------- |
| Goud   | A. Roeykens      | 59,0 s    |
| Zilver | Degreef          |           |
| Brons  | G. Van den Eynde |           |

### Verspringen
| rang   | atleet         | prestatie |
| ------ | -------------- | --------- |
| Goud   | Robert Beauval | 6,405 m   |
| Zilver | De Ruyter      | 6,385 m   |
| Brons  | De Munter      | 6,095 m   |

### Hoogspringen
| rang   | atleet         | prestatie |
| ------ | -------------- | --------- |
| Goud   | Marcel Brossel | 1,70 m    |
| Zilver | Henri Delarge  | 1,68 m    |
| Brons  | Henri Colsoul  | 1,60 m    |

### Polsstokhoogspringen
| rang   | atleet    | prestatie |
| ------ | --------- | --------- |
| Goud   | Leon Maes | 3,05 m    |
| Zilver | Delantre  | 3,00 m    |
| Brons  | Rigouts   | 2,95 m    |

### Kogelstoten
| rang   | atleet            | prestatie |
| ------ | ----------------- | --------- |
| Goud   | Marcel Dubois     | 10,81 m   |
| Zilver | Henri Hubinon     | 10,66 m   |
| Brons  | Arthur De Laender | 10,65 m   |

### Discuswerpen
| rang   | atleet              | prestatie |
| ------ | ------------------- | --------- |
| Goud   | Arthur De Laender   | 33,92 m   |
| Zilver | Henri Hubinon       | 33,63 m   |
| Brons  | Armand Van den Roye | 30,91 m   |

### Speerwerpen
| rang   | atleet            | prestatie |
| ------ | ----------------- | --------- |
| Goud   | Emile Muller      | 37,03 m   |
| Zilver | Arthur De Laender | 35,32 m   |
| Brons  | Leribeau          | 33,95 m   |

1889 · 
1890 · 
1891 · 
1892 · 
1893 · 
1894 · 
1895 · 
1896 · 
1897 · 
1898 · 
1899 · 
1900 · 
1901 · 
1902 · 
1903 · 
1904 · 
1905 · 
1906 ·
1907 ·
1908 · 
1909 · 
1910 · 
1911 · 
1912 · 
1913 · 
1914 · 
1919 · 
1920 · 
1921 · 
1922 · 
1923 · 
1924 · 
1925 · 
1926 · 
1927 · 
1928 · 
1929 · 
1930 · 
1931 · 
1932 · 
1933 · 
1934 · 
1935 · 
1936 · 
1937 · 
1938 · 
1939 · 
1940 · 
1941 · 
1942 · 
1943 · 
1944 · 
1945 · 
1946 · 
1947 · 
1948 · 
1949 · 
1950 · 
1951 · 
1952 · 
1953 · 
1954 · 
1955 · 
1956 · 
1957 · 
1958 · 
1959 · 
1960 · 
1961 · 
1962 · 
1963 · 
1964 · 
1965 · 
1966 · 
1967 · 
1968 · 
1969 · 
1970 · 
1971 · 
1972 · 
1973 · 
1974 · 
1975 · 
1976 · 
1977 · 
1978 · 
1979 · 
1980 · 
1981 · 
1982 · 
1983 · 
1984 · 
1985 · 
1986 · 
1987 · 
1988 · 
1989 · 
1990 · 
1991 · 
1992 · 
1993 · 
1994 ·
1995 · 
1996 · 
1997 · 
1998 · 
1999 · 
2000 · 
2001 · 
2002 · 
2003 · 
2004 · 
2005 · 
2006 · 
2007 · 
2008 · 
2009 · 
2010 · 
2011 · 
2012 · 
2013 · 
2014 · 
2015 · 
2016 · 
2017 · 
2018 · 
2019 · 
2020 · 
2021 · 
2022 · 
2023 · 
2024